# インヌミ収容所

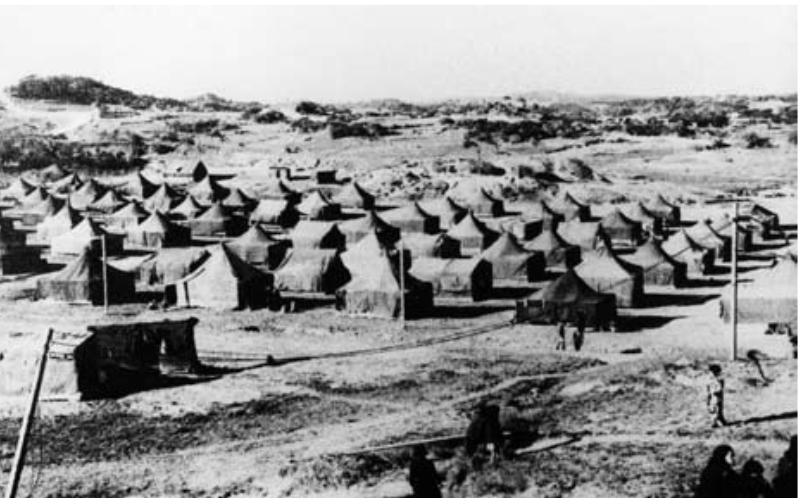
インヌミ収容所 (キャステロ海外引揚民収容所) 1946年、美里村高原周辺。

インヌミ収容所（インヌミしゅうようしょ）は、沖縄戦後にアメリカ軍が沖縄県沖縄市 (旧美里村) 高原に設置し、海外引揚者を収容した収容所。 キャステロ海外引揚民収容所 (Camp Castello), インヌミヤードゥイとも呼ばれた。

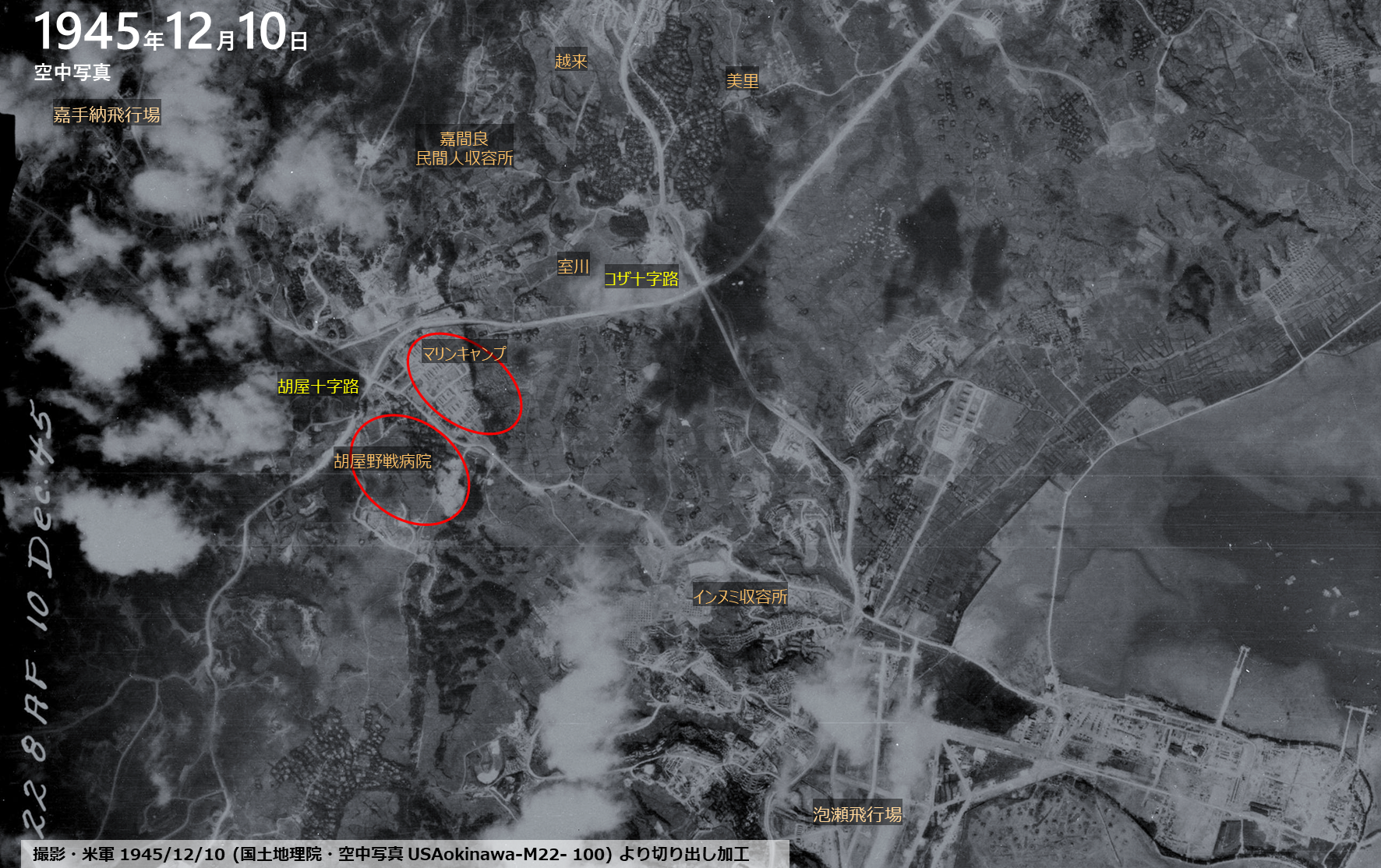
1945年12月10日の米軍撮影空中写真に見るインヌミ収容所のおよその位置。本格的な引揚者の開始は1946年7月1日からである。

## 概要
1945年、米軍は沖縄戦で収容した民間人を次々と民間人収容所に収容し、また収容所間を転々と移転させた。また本土や海外にいた多くの沖縄の移民や疎開者や元兵士たちは、米軍によって封鎖された沖縄に帰還することができない状態が続く。10月以降から若干の引揚げが開始され、当時の美里村字高原 (今の沖縄市高原) にあった米海軍部隊駐屯跡に収容されるようになった。これがキャステロ海外引揚民収容所で、ひろくインヌミ収容所やインヌミ屋取 (ヤードゥイ) という名で知られるようになった。
米軍が引き揚げを受け入れるようになった1946年7月1日に公式開所した。また同月に中城村の久場崎収容所も開所され、12月31日まで運営された。一方、インヌミヤードゥイは1949年7月23日にグロリア台風で打撃を受けた後、知念地区の旧警察署跡に移動するまで長く引揚業務の拠点となった。11月1日には移転した後の知念のキャステロ収容所にソ連から帰島した復員兵が収容されたとあり、以降はシベリア引揚げの業務も行った。
国内外からの沖縄への引揚者数は1949年までに約17万人にもなったとされているが、その多くが久場崎桟橋で船を降り、米軍トラックでインヌミに収容された。そこで多くの帰還者たちが変わり果てた故郷を目にすることになる。引揚者は、1日から一週間ほどで既存の手続きがされたようだが、様々な事情から1ヵ月近くも収容所暮らしを余儀なくされる人達がいた。故郷が米軍基地として接収され、帰村することができない引揚者の中には、インヌミ周辺でテント生活を営む者もあった。
| 沖縄の収容所 - 引揚者収容所                 |                  |
| ------------------------------------------- | ---------------- |
| 久場崎収容所 (久場崎学校地区)               | 中城村久場崎海岸 |
| インヌミ収容所 (キャステロ海外引揚民収容所) | 沖縄市高原       |

### 日本経由の帰還者
日本側の海外から引揚げる人々の受入業務を担当したのは引揚援護局で、各帰港地で引揚援護局が検疫や帰還援護業務を担当した。沖縄への引き揚げを担当した引揚援護局は、浦賀、名古屋、佐世保、鹿児島、大竹、宇品が沖縄への送出港に指定されていた。ゆえに、海外から日本本土を経由し帰還する沖縄県人は、まず日本の各地の引揚港で降ろされ、そこから列車で広島や九州へ向かい、そこから引揚船で沖縄に渡る。その際、奄美と沖縄県出身者に対しては「非日本人登録」が行われた。引揚者の天然痘の発生により、GHQは1946年3月18日付で8月15日まで沖縄への送還を差し止めた。
米軍の報告によると、沖縄への引揚者は、1946年10月後半で週9,000人という規模にふくれあがり、8月から12月までの5ヵ月間に約10万4千人が沖縄本島に帰島した。また輸送中に32人が出生し、17人が亡くなっている。またそれ以外にも密入国のような形で正規ルートを経ず帰島した者もいる。

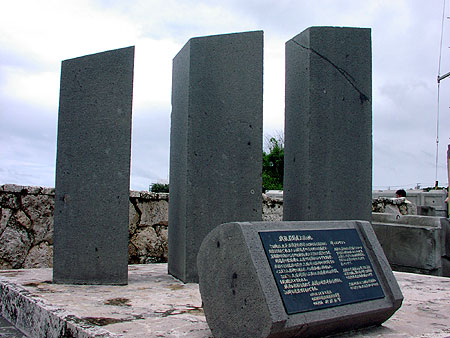
中城村久場崎「引き揚げの碑」

引揚者が帰還した港は久場崎海岸で、まずDDT消毒などが行われ、施設内で収容年月日や氏名や移民先などを記録され、その後、キャステロ収容所内の引揚民数インヌミか久場崎収容所に送られた。現在、中城村字久場後浜原には戦後引揚者上陸碑が建立されている。

### 新里の海外引揚者収容所
1949年7月23日に沖縄を襲ったグロリア台風でインヌミ収容所は壊滅状態となり、米軍は7月25日に収容施設 (キャステロ収容所) を知念地区の旧警察署跡に移転した。11月には引揚げ業務は佐敷村字新里の高台にあった新里通信所の沖縄民政府警察部の建物に移された。新里の沖縄民政府はグロリア台風で同じく壊滅し、念願の那覇移転が実現することとなり、その跡地に収容施設が移転したことになる。

### 銃剣とブルドーザー
また1950年代になると、米軍は沖縄戦から懸命に復興しようとする県民の生活基盤を再び強制接収という形で奪い始めた。宜野湾市の伊佐浜においては、銃剣とブルドーザーによって田畑や住居を奪われた「伊佐浜難民」家族は、近くの小学校に一旦避難した後、インヌミヤードゥイに仮住まいを余儀なくされた。瓦礫ばかりの高原で畑地もできず、急ごしらえの木造トタン葺きの家々は1956年9月のエマ台風で再び倒壊した。その後、10世帯はブラジル移住を余儀なくされる。